# NGC 173
NGC 173 (ook wel PGC 2223, UGC 369, MCG 0-2-92, ZWG 383.43 of IRAS00346+0140) is een spiraalvormig sterrenstelsel in het sterrenbeeld Walvis.
NGC 173 werd op 28 december 1790 ontdekt door de Britse astronoom William Herschel.